# Andrena lauracea
Andrena lauracea là một loài Hymenoptera trong họ Andrenidae. Loài này được Robertson mô tả khoa học năm 1897.

## Hình ảnh

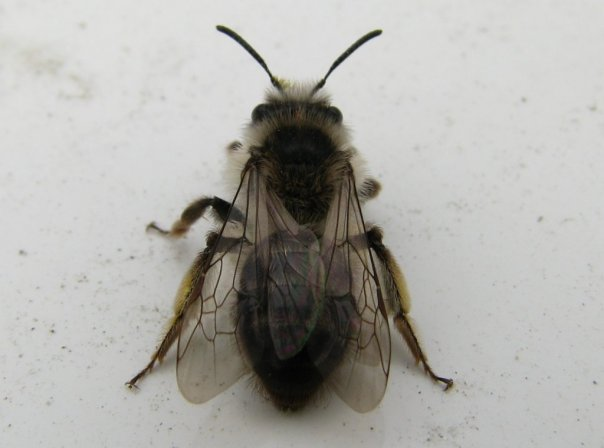
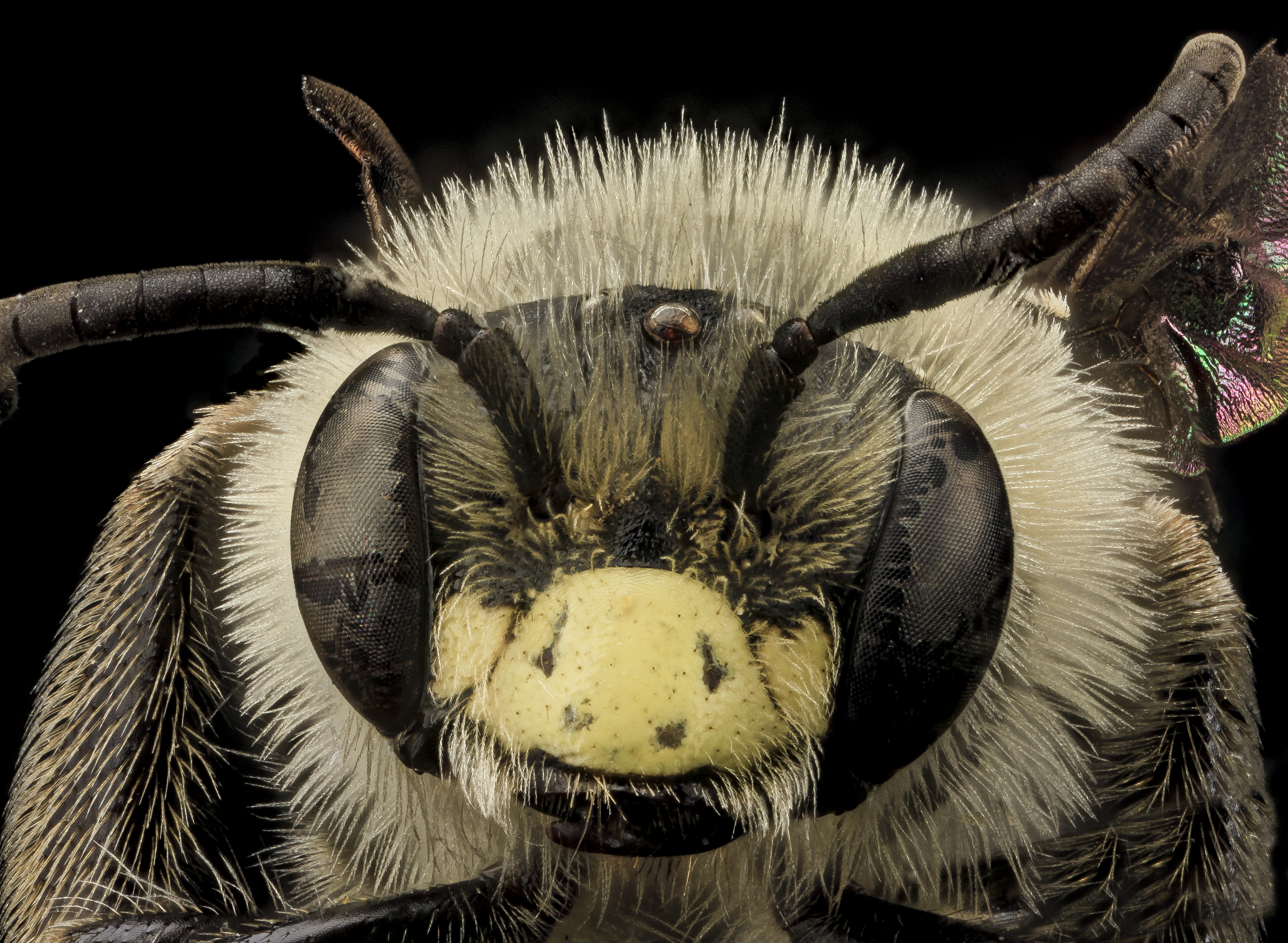
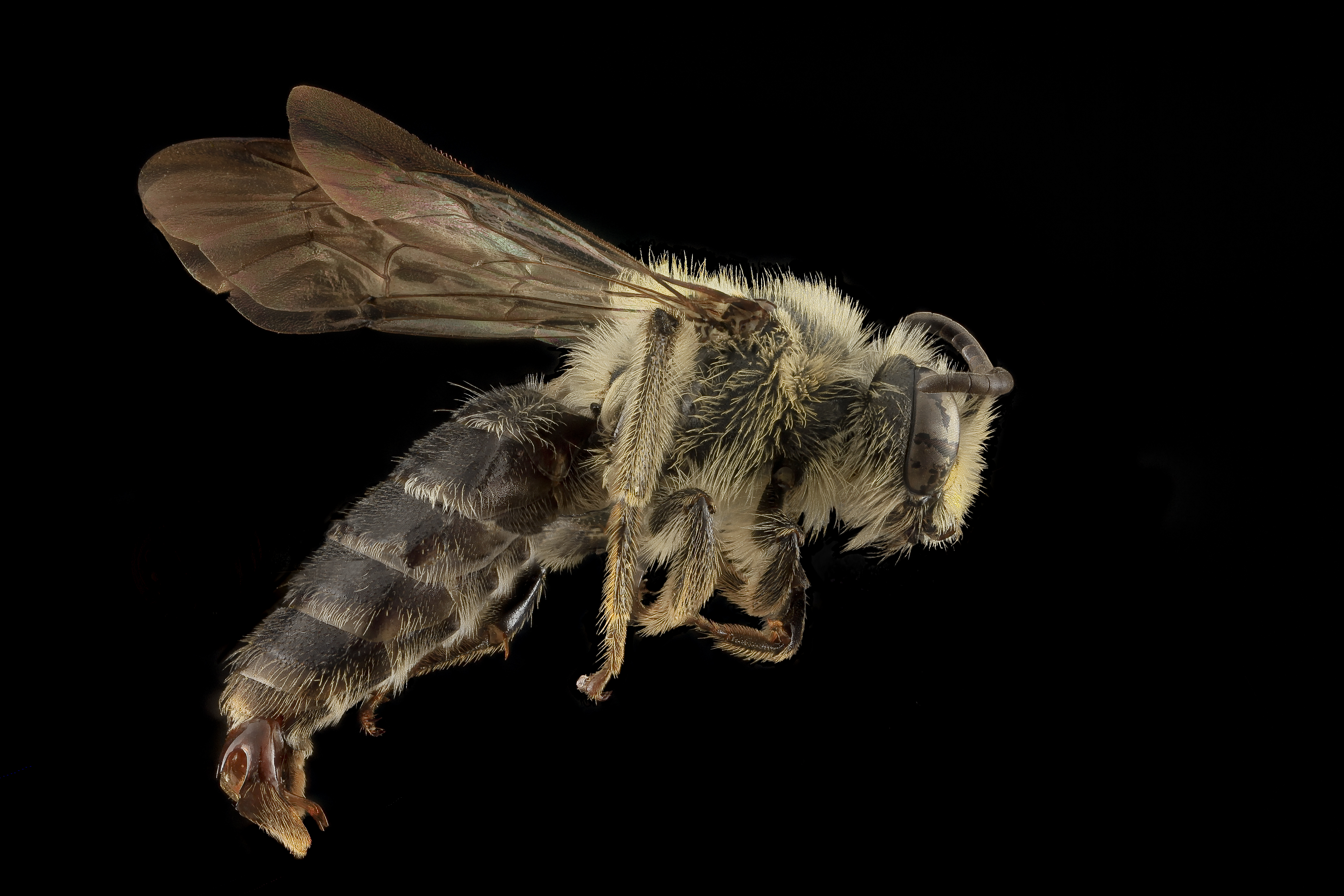
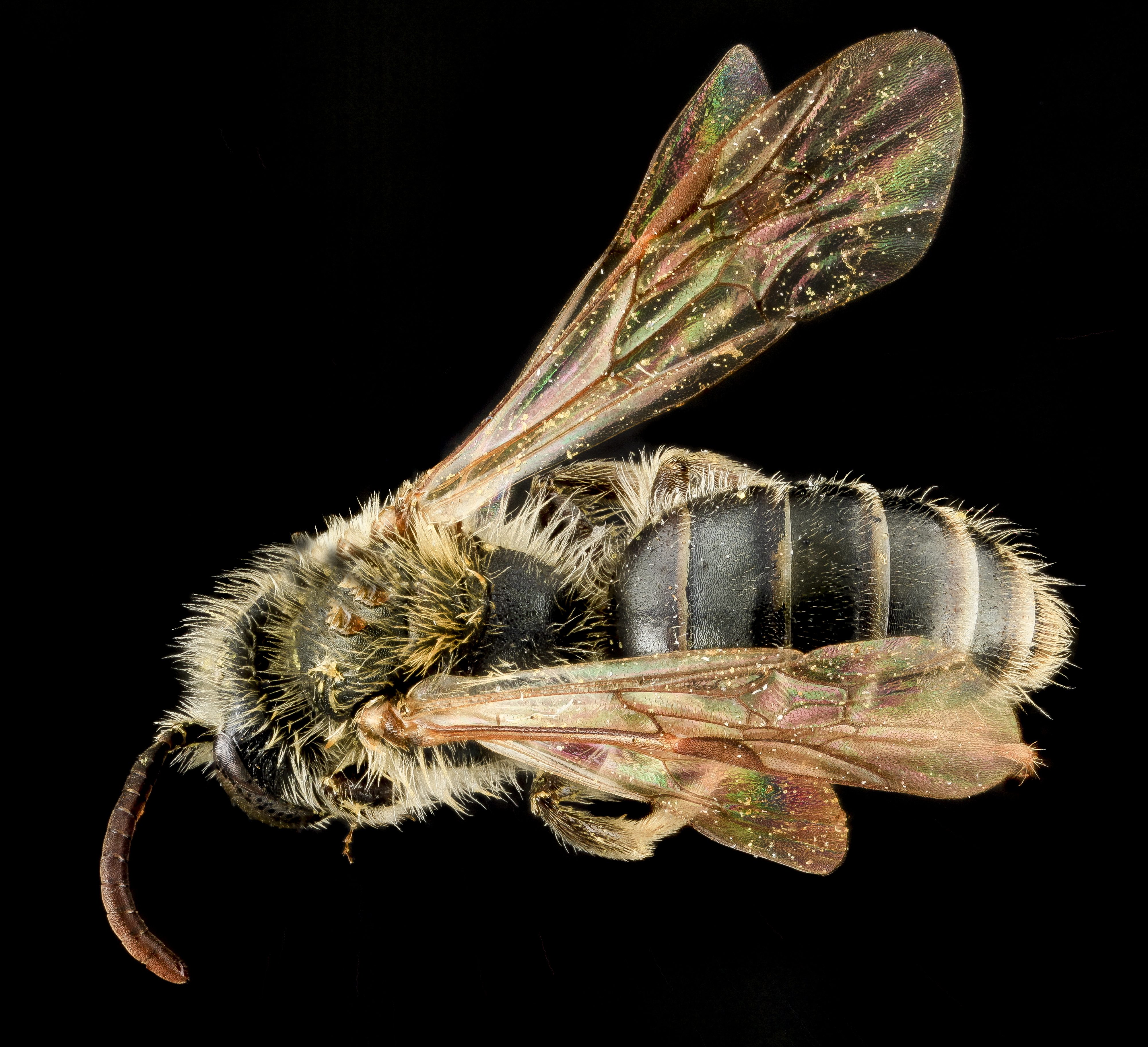